# Neogastromyzon brunei
Neogastromyzon brunei és una espècie de peix pertanyent a la família dels balitòrids i a l'ordre dels cipriniformes.

## Etimologia
Neogastromyzon deriva dels mots grecs neos (nou), gaster (estómac) i myzo (mamar), mentre que l'epítet brunei fa referència al seu lloc d'origen: el soldanat de Brunei.

## Descripció
Fa 4,1 cm de llargària màxima. 7-8 radis tous a l'aleta dorsal, 5 a l'anal, 20-20 a les pectorals i 18-18 a les pelvianes. Cos de color marró fosc, amb 8-9 franges de color marró clar al dors i flancs amb bandes interrompudes que formen taques irregulars. Part superior del cap de color marró amb un patró reticular marró clar i prim. Absència del solc sublacrimal, però presència del subopercular. Obertures branquials situades damunt del cinquè radi ramificat de les aletes pectorals. Origen de les aletes pectorals al nivell més o menys de la meitat dels ulls. Musell allargat i arrodonit. Abdomen sense escates. Línia lateral amb 86-95 escates. Aletes pectorals sense arribar a superposar la part anterior de les pelvianes, les quals tampoc arriben a superposar l'origen de l'aleta anal.

## Hàbitat i distribució geogràfica
És un peix d'aigua dolça, demersal i de clima tropical, el qual viu a Àsia: és un endemisme de la conca del riu Temburong a Brunei.

## Observacions
És inofensiu per als humans i el seu índex de vulnerabilitat és baix (10 de 100).